# ThinkStation (Seria P)
ThinkStation – linia profesjonalnych stacji roboczych produkcji Lenovo opracowanych z myślą o zastosowaniach wymagających dużej mocy obliczeniowej. Pierwsze urządzenie tej marki – ThinkStation S10, trafiło na rynek w 2008 roku. W aktualnej ofercie producenta znajdują się urządzenia wprowadzonej na rynek w 2014 roku Serii P, zaprojektowanej z myślą o branżach, w których zapotrzebowanie na high-endowy sprzęt komputerowy jest największe - takich jak architektura, inżynieria, energetyka, finanse, czy branża filmowa.

## P300, 500, 700, 900
Początkowo gama modelowa Think Station Serii P składała się z czterech typów urządzeń oferujących szerokie możliwości konfiguracji. Model P300 to wyposażone w pojedynczy procesor rozwiązanie entry-level wyposażone w obudowę 1P, Modele P700 i P900 oferują obsługę konfiguracji dwuprocesorowych, przy czym ten drugi model dysponuje obudową o pojemności 55 l i szerszymi możliwościami konfiguracji pamięci, dysków twardych i układów graficznych. P500 to model mid-range, umożliwiający konfiguracje jednoprocesorowe w obudowie 2P, którą dysponuje także wyższy model P700.
Wspomniane urządzenia mogą być wyposażone w procesory z linii Intel Xeon EP - do wersji E5-1600 v3 lub E5-2600v3. W układach graficznych występują karty NVIDIA z linii NVS, Quadro lub Tesla.
Obudowy komputerów ThinkStation Serii P wyróżniają się charakterystycznym, ażurowym frontem. Modele P500, P700 i P900 korzystają ponadto z modularnej architektury Flex, która umożliwia łatwą wymianę podzespołów lub rozbudowę bez użycia narzędzi. Ponadto zastosowano w nich wydajny układ chłodzenia Tri-Channel, dzięki którym urządzenia te charakteryzują się cichą pracą i wysoką efektywnością energetyczną.

## P310, 410, 510, 710, 910
Odświeżona linia stacji roboczych ThinkStation P oferuje wszystkie możliwości dotychczasowej architektury tych urządzeń, a dostępne konfiguracje odpowiadają oznaczeniom modelowym poprzedniej generacji. Zasadniczą różnicą jest możliwość zastosowania najnowszej generacji procesorów Intel Xeon E5-1600 v4 lub E5-2600 v4 oraz układów graficznych NVIDIA Quadro M6000. Pozwoliło to znacząco poprawić osiągi w stosunku do poprzedniej generacji tych urządzeń.
Podstawowy model P310 jest dostępny zarówno w tradycyjnej obudowie 1P, jak i w wersji SFF, która pozwala na dalsze oszczędności miejsca i energii. Model P410 stanowi rozwiązanie kompromisowe, łączące dostępność budżetową podstawowego modelu, z którym dzieli obudowę, z szerszymi możliwościami konfiguracji oraz obsługi wszystkich aplikacji objętych certyfikacją ISV.